# Meistaraflokkur (1944)
Sezon 1944 był 33. sezonem o mistrzostwo Islandii. Drużyna Valur zdobyła trzeci z rzędu tytuł mistrzowski, zdobywając w trzech meczach pięć punktów. Ze względu na brak systemu ligowego żaden zespół nie spadł ani nie awansował po sezonie.

## Drużyny
Po sezonie 1943 do pięciu drużyn po rocznej przerwie dołączył zespół Víkingur Reykjavík, po raz pierwszy w lidze wystartował również ÍR, zrezygnowały natomiast zespoły KA Akureyri i ÍB Vestmannaeyja, w wyniku czego w sezonie 1944 w rozgrywkach Meistaraflokkur ponownie wzięło udział pięć zespołów.
| Uczestnicy poprzedniej edycji                                                                                 | Uczestnicy poprzedniej edycji | Uczestnicy poprzedniej edycji | Uczestnicy poprzedniej edycji |
| --- | ----------------------------- | ----------------------------- | ----------------------------- |
| VAL | Valur                         | 1                             |                               |
| KRE | KR                            | 2                             |                               |
| FRA | Fram                          | 3                             |                               |
| Dołączenie w sezonie 1944                                                                                     |                               |                               |                               |
| ÍRE | ÍR                            |                               |                               |
| VÍR | Víkingur Reykjavík            |                               |                               |
| Oznaczenia: - kolumna pierwsza – skróty nazw drużyn, - kolumna trzecia – miejsce zajęte w poprzednim sezonie. |                               |                               |                               |

## Tabela
Drużyna ÍR zrezygnowała z udziału w lidze po pierwszym meczu, przegranym z zespołem Fram 0:8. W związku z tym ÍR nie został uwzględniony w tabeli rozgrywek, natomiast wynik ich jedynego rozegranego meczu został anulowany.
| Lp. | Drużyna            | M | Z | R | P | Bramki | Bramki | +/– | Pkt |
| --- | ------------------ | - | - | - | - | ------ | ------ | --- | --- |
| 1   | Valur (M)          | 3 | 2 | 1 | 0 | 6      | 3      | +3  | 5   |
| 2   | KR                 | 3 | 2 | 0 | 1 | 3      | 2      | +1  | 4   |
| 3   | Víkingur Reykjavík | 3 | 0 | 2 | 1 | 4      | 6      | −2  | 2   |
| 4   | Fram               | 3 | 0 | 1 | 2 | 3      | 5      | −2  | 1   |

## Wyniki
| Gospodarz \ Gość   | FRA | KRE | VAL | VÍR |
| Fram               |     |     |     | 2:2 |
| KR                 | 1:0 |     |     |     |
| Valur              | 2:1 | 2:0 |     |     |
| Víkingur Reykjavík |     | 0:2 | 2:2 |     |

Źródło: Knattspyrnusamband Íslands (isl.)
Objaśnienia:
1Drużyna gospodarzy jest wymieniona po lewej stronie tabeli.
Kolory: zielony – zwycięstwo gospodarzy, żółty – remis, różowy – zwycięstwo gości.